# Гаспар Вієссю
Гаспар Вієссю (фр. Gaspard Vieusseux; 18 лютого 1746, Женева, Швейцарія — 21 жовтня 1814, там же) — швейцарський лікар, за фахом невролог. Відомий своїми дослідженнями неврологічних розладів і першим медичним описанням менінгококового менінгіту у 1806 році.

## Біографія
У 1766 році йому присуджено докторський ступінь у Лейденському університеті за роботу, присвячену проблемам фізіології. Згодом повернувся до Женеви, щоб займатися медичною практикою.
У 1806 році він зробив першим клінічний опис менінгококового менінгіту під час епідемії цього захворювання в околицях Женеви за рік до того. У 1807 році Антон Вексельбаум виділив збудника хвороби — менінгокока.
У 1808 році він надав перший клінічний опис латерального медулярного інфаркту на засіданні Женевського медикохірургічного товариства, а в 1810 році — на засіданні Лондонського медико-хірургічного товариства. Надалі це захворювання назвали синдромом Валленберга.
Вієссю також відзначився як ревний захисник щеплень проти натуральної віспи.

## Основні твори
- Dissertatio physiologica inauguralis, de erectione: quam Annuente summa nomine. 1766. [4]
- Traité de la nouvelle manière d'inoculer la petite vérole. D.M à Genève 1773, in 8°, 250 pp. / Трактат про новий спосіб щеплення віспи
- Mémoire sur la maladie qui a régné à Genève au printemps de 1805. Journal de médecine, chirurgie et pharmacie, an XIV, tome XI, p.163, 20 pp., in-8°. / Записи про хворобу, яка вирувала в Женеві навесні 1805 року
- Mémoire sur le croup ou angine trachéale, 1812.[5] / Записи про круп або трахеальну ангіну
- De la saignée et de son usage dans la plupart des maladies, 1815. / Кровопускання та його застосування при більшості захворювань